# Бонвеч, Натаниель
Го́тлиб Натаниель Бонвеч (нем. Gottlieb Nathanael Bonwetsch; 5 (17) февраля 1848, Норка, Камышинский уезд, Саратовская губерния, Российская империя — 18 июля 1925, Гёттинген, Германия) — протестантский богослов, педагог и историк церкви.

## Биография
Натаниель Бонвеч родился в семье священника Кристофа Генриха Бонвеча (нем. Christoph Heinrich Bonwetsch; 1804—1876). Учился в Дерптской гимназии, а затем окончил Дерптский университет. С 1882 по 1891 год был профессором в Дерпском университете; с 1891 года получил кафедру в Гёттингенском университете.
Бонвеч написал ряд трудов по богословию и истории христианства, а с 1897 года являлся также соиздателем «Studien zur Gesch. d. Theologie u. d. Kirche».
Умер 18 июля 1925 года в Гёттингене.

## Избранная библиография
- «Die Geschichte des Montanismus» (1881);
- «Kyrill u. Methodius» (1885);
- «Das slaw. Henochbuch» (Берлин, 1896);
- «Das slavische Henochbuch» (1897);
- «Die Apokalypse Abrahams» (1897);
- «Geschichte des Montanismus» (1881);
- «Die Theologie des Methodios von Olympus» (1903);
- «Gotthilf Heinrich Schubert in seinen Briefen» (1918);
- «Die Theologie des Irenäus» (1925).